# Curl (язык программирования)
Curl — рефлексивный объектно-ориентированный язык программирования, созданный для написания интерактивных веб-приложений. Объединяет возможности разметки текста (как у HTML), написание сценариев (как JavaScript), а также достаточно мощный вычислительный механизм (как у Java, C# и C++), причём внутри единого унифицированного фреймворка. Используется главным образом для решений внутрикорпоративных задач, B2B- и B2C-приложений.
Является языком разметки как HTML, то есть обычный текст показывается именно как текст; но в то же время, язык включает средства объектно-ориентированного программирования, среди которых — поддержка множественного наследования. Curl-приложения не требуют соблюдения разделения информации, стиля и поведения, как это сделано для HTML, CSS и JavaScript, хотя этот стиль программирования вполне может быть использован в Curl в случае необходимости.
С одной стороны язык может использоваться как замена HTML для представления форматированного текста, с другой стороны — близок по возможностям к компилируемым, строго типизированным объектно-ориентированным системным языкам программирования.
Как средства разметки (HTML-уровень), так и программные конструкции языка могут быть расширены в пользовательском коде.
Язык проектировался так, чтобы Curl-приложения могли компилироваться в родной код клиентской машины за счёт использования JIT-компиляции, и благодаря чему выполняться на достаточно высокой скорости.
Апплеты Curl можно просматривать при помощи Curl RTE — среды выполнения с дополнениями для веб-браузеров; поддерживаются платформы Microsoft Windows, Linux и Macintosh. Язык обладает возможностью независимой работы апплетов в течение нескольких лет[уточнить], то есть веб-апплет, исполняющийся на рабочем столе пользователя, не зависит от окна браузера, как это сделано в Silverlight 3 и Adobe AIR. Curl-апплеты также могут быть написаны таким способом, чтобы они выполнялись офлайн при отключении от сети (вычисления с редким подключением или occasionally-connected computing). Фактически, Curl IDE — это приложение, написанное на самом Curl.

## Синтаксис
Является гомоиконичным языком, то есть использует общий синтаксис для кода и данных.
Простой Curl-апплет «HelloWorld» может выглядеть так:
```
{Curl 5.0, 6.0, 7.0 applet}
{text
   color = "blue",
   font-size = 16pt,
   Hello World}
```

Данный код выполнится, если пользователь имеет установленный Curl по крайней мере одной из версий 5.0, 6.0 или 7.0.
Язык обеспечивает поддержку и макросов, и обработку текста в дополнение к безымянным процедурам и методам именования.
Альтернативой использованию текстовой процедуры paragraph может являться:
```
{paragraph
   paragraph-left-indent=0.5in,
   {text color = "red", font-size = 12pt,
     Hello}
   {text color = "green", font-size = 12pt,
     World}}
```

Этот стиль разметки был взят на вооружение «построителями» (builders) в языке Groovy для JVM, что весьма удобно и для пользователей, привыкших к CSS или Tcl/Tk. Большинство возможностей RIA, созданных за счет комбинации библиотек JavaScript + HTML + CSS, уже давно реализовано в языке Curl, включая такие возможности, которые обычно ассоциируются с Prototype + Scriptaculous, как например, набор вкладок (accordion panes).
Curl выполняет обратные вызовы в том же стиле, что принят в Groovy:
```
{CommandButton width=100pt,
   height = 50pt,
   label = {center {bold Invokes an event handler when clicked}},
   control-color = "orange",
   || Attach the following event handler to this CommandButton
   {on Action do
       {popup-message
           title = "Ваше сообщение",
           "Это сообщение диалога с пользователем."
       }
   }}
```

Для комментирования кода используется вертикальная черта в нескольких вариантах, например:
```
{text A comment can be on a line by itself,

|| Строчный комментарий на отдельной строке

or it can be at the end 
|| Комментарий на той же строке, что и код

of a line.}
```

## Условия распространения
Язык разрабатывается компанией Curl, принадлежащей японскому конгломерату Sumitomo, штаб-квартира — в Кембридже (Массачусетс). Наибольшее число из 400 коммерческих пользователей языка находится в Японии и других азиатских странах, но определённое распространение язык получил и на Западе.
Curl бесплатен для некоммерческого и ограниченно коммерческого использования. Существует также и платная профессиональная версия, поддерживающая дополнительные возможности для корпоративных заказчиков.